# Louis Bergaud
Louis Bergaud   (Jaleyrac, 30 de novembre de 1928 - Mauriac, 21 de maig de 2024), anomenat Lily o la puça del Cantal, fou un ciclista francès que fou professional entre 1954 i 1963. Aconseguí 31 victòries, entre elles 2 etapes al Tour de França.

## Palmarès
- 1954
  - 1r del Tour de Corrèze
  - 1r a Aurillac
- 1955
  - 1r a Montluçon
  - 1r a Felletin
  - 1r a Issoire
  - 1r a Aurillac
- 1956
  - 1r a Belvès
  - Vencedor d'una etapa al Tour de l'Oise
- 1957
  - 1r de la Polymultipliée
  - 1r al Circuit de la Dordonya
  - 1r a Belvès
  - Vencedor d'una etapa al Tour de la Champanya
  - Vencedor d'una etapa al Critèrium del Dauphiné Libéré
- 1958
  - 1r de la Polymultipliée
  - 1r a Bort-les-Orgues
  - 1r a Getxo
  - 1r del Gran Premi de la Muntanya del Tour del Sud-est
  - Vencedor d'una etapa al Tour de França
- 1959
  - 1r del Circuit d'Alvèrnia i vencedor de 3 etapes
  - 1r a Clermont-Ferrand
  - 1r a Meymac
  - 1r a Pleaux
  - 1r a Saint-Amandin
  - 1r a Saint-Flour
- 1961
  - Vencedor d'una etapa del Tour de Var
  - Vencedor d'una etapa al Tour de França
  - 1r a Pleaux

### Resultats al Tour de França
- 1954. 7è de la classificació general
- 1955. Abandona (12a etapa)
- 1956. 54è de la classificació general
- 1957. 26è de la classificació general
- 1958. 9è de la classificació general i vencedor d'una etapa
- 1959. 13è de la classificació general
- 1961. 46 de la classificació general i vencedor d'una etapa